# ماريو كوينكا
ماريو كوينكا (بالإسبانية: Mario Cuenca)‏ (و. 1975  م) هو لاعب كرة قدم، من الأرجنتين، يلعب كحارس مرمى.